# Doug Heffernan
Douglas Steven "Doug" Heffernan är en rollfigur som förekom i sitcom-serien Kungen av Queens.
Doug är född 9 februari 1965 i Montréal i Kanada, vilket framkom i avsnittet "Dog Shelter". Doug har ett syskon, systern Stephanie Heffernan som spelades av Ricki Lake.

Rollfiguren  har även förekommit i Alla älskar Raymond, Becker och Cosby.